# Südarmee (Deutsches Kaiserreich)

Standarte eines Stabes eines Armeeoberkommandos (1871–1918)

Als Südarmee/ Armeeoberkommando Süd (AOK Süd) wurden ein Großverband und die dazugehörigen Kommandobehörde des deutschen Heeres während des Ersten Weltkrieges (1914–1918) bezeichnet. Sie umfasste jeweils mehrere Armee- oder Reservekorps sowie zahlreiche Spezialtruppen.

## Geschichte

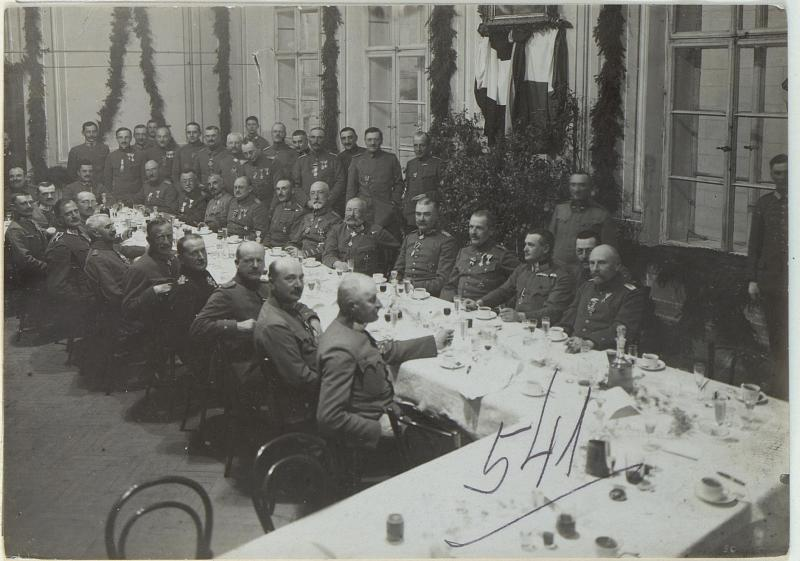
Erzherzog Friedrich und Felix von Bothmer (Mitte) beim Frühstück mit dem Armeeoberkommando-Süd in Brzezany (1916)

Um die österreichisch-ungarischen Streitkräfte an der Ostfront zu unterstützen, wurden Anfang 1915 deutsche Truppen in die ungarischen Karpaten verlegt. Die Führung dieser Truppen oblag dem Generalkommando des II. Armee-Korps, das zu diesem Zweck am 11. Januar 1915 in ein reguläres Armeeoberkommando mit der Bezeichnung „Süd“ umgewandelt wurde. Die unterstellten Truppen wurden damit als Südarmee unter General der Infanterie Alexander von Linsingen zusammengefasst und an der Naht zweier österreichisch-ungarischer Armeen eingeschoben. Die östliche k.u.k. Armee unter General Karl von Pflanzer-Baltin deckte am südlichen Dnjestr-Ufer und in der Bukowina; die westliche k.u.k. 3. Armee unter General Boroević versuchte mehrmals vergeblich die eingeschlossene Festung Przemyśl zu entsetzen. Die Südarmee gliederte sich dazwischen, bedingt durch die getrennten Passstraßen, in mehrere unabhängig operierende Kampfgruppen:
- das Korps „Gerok“ mit der 48. Reserve-Division, der k.u.k. 19. Infanterie-Division und 12. Landsturmbrigade operierte auf dem Ostflügel,
- das k.u.k. Korps „Hofmann“ mit der deutschen 1. Division, k.u.k. 55. Infanterie-Division und 131. Landsturmbrigade stand in der Mitte und
- die 3. Garde-Division unter General von Marschall bildete den linken Flügel.

Die Südarmee bekam Mitte Februar am linken Flügel die k.u.k. 2. Armee unter Eduard von Böhm-Ermolli als neuen Nachbarn und eroberte im April 1915 den Zwinin und Ostry. Beim allgemeinen Vorgehen der Karpatenfront rückte die Südarmee im Mai durch das Latorca-Tal zum Stryj vor. Zu diesem Zeitpunkt waren der Südarmee am linken Flügel beim Vorgehen auf Drohobycz das k.u.k. Korps „Szurmay“ unterstellt worden, die 1. Division und die 3. Garde-Division waren jetzt zum Korps „Bothmer“ zusammengefasst und erreichten Stryj.
Am 8. Juli 1915 erfolgte eine neuerliche Umorganisation. Das Armeeoberkommando Süd übernahm das Kommando über die neu gebildete Bugarmee in Lemberg, während die bisherigen Truppen, Aufgaben und Bezeichnungen vom Generalkommando des II. Bayerischen Reserve-Korps übernommen wurden, als neuer Oberbefehlshaber wurde General der Infanterie Felix von Bothmer ernannt.
Die Südarmee bewies gegen die russischen Angriffe im Sommer 1916 während der Brussilow-Offensive wie auch im Sommer 1917 während der Kerenski-Offensive eine hohe Standfestigkeit. Im Sommer 1917 waren der Südarmee im Raum Brzezany unterstellt:
- k.u.k. XXV. Korps (General Peter von Hofmann) mit 54. und 55. Infanterie-Division
- XXV. Reserve-Korps (General der Artillerie Konstanz von Heineccius) mit 15. Reserve-Division, 241. Infanterie-Division und 4. Ersatz-Division
- XXVII. Reserve-Korps (General der Kavallerie Hans Krug von Nidda) mit 24. und 53. Reserve-Division und die k.u.k. 38. Honved-Division.

Als sich das Ende des Krieges an der Ostfront abzeichnete, wurde die Armee am 25. Januar 1918 als Großverband aufgelöst.
Die Hauptquartiere der Südarmee befanden sich in Munkacz (ab 11. Januar 1915), Stryj (ab 5. Juni 1915), Brzezany (ab 4. September 1915), Chodorow (ab 15. November 1916) und Czortkow (ab 4. August 1917).